# Lijst van voetbalinterlands Kenia - Mauritius
Deze lijst van voetbalinterlands is een overzicht van alle officiële voetbalwedstrijden tussen de nationale teams van Kenia en Mauritius. De landen hebben tot op heden acht keer tegen elkaar gespeeld, te beginnen met een kwalificatiewedstrijd voor de Afrika Cup 1972 op 4 juli 1971 in Nairobi. Het laatste duel, een vriendschappelijke wedstrijd, vond plaats op 18 juni 2023 in Belle Vue.

## Wedstrijden
| № | Plaats     | Datum            | Competitie                   | Wedstrijd         | Uitslag |
| - | ---------- | ---------------- | ---------------------------- | ----------------- | ------- |
| 1 | Nairobi    | 4 juli 1971      | Afrika Cup 1972 kwalificatie | Kenia − Mauritius | 2 − 1   |
| 2 | Port Louis | 18 juli 1971     | Afrika Cup 1972 kwalificatie | Mauritius − Kenia | 0 − 0   |
| 3 | Curepipe   | 10 december 1972 | WK 1974 kwalificatie         | Mauritius − Kenia | 1 − 3   |
| 4 | Nairobi    | 17 december 1972 | WK 1974 kwalificatie         | Kenia − Mauritius | 2 − 2   |
| 5 | Nairobi    | 12 juli 1981     | Vriendschappelijk            | Kenia − Mauritius | 2 − 1   |
| 6 | Belle Vue  | 7 oktober 2015   | WK 2018 kwalificatie         | Mauritius − Kenia | 2 − 5   |
| 7 | Nairobi    | 11 oktober 2015  | WK 2018 kwalificatie         | Kenia − Mauritius | 0 − 0   |
| 8 | Belle Vue  | 18 juni 2023     | Vriendschappelijk            | Mauritius − Kenia | 1 − 0   |

## Samenvatting
| Competitie              | Totaal gespeeld | Winst Kenia | Gelijk | Winst Mauritius | Doelsaldo Kenia – Mauritius |
| ----------------------- | --------------- | ----------- | ------ | --------------- | --------------------------- |
| WK-kwalificatie         | 4               | 2           | 2      | 0               | 10 − 5                      |
| Afrika Cup-kwalificatie | 2               | 1           | 1      | 0               | 2 − 1                       |
| Vriendschappelijk       | 2               | 1           | 0      | 1               | 2 − 2                       |
| Totaal                  | 8               | 4           | 3      | 1               | 14 − 8                      |

KFF · Selecties · Keniaans vrouwenelftal
1926 – 1939 · 
1940 – 1949 · 
1950 – 1959 · 
1960 – 1969 · 
1970 – 1979 · 
1980 – 1989 · 
1990 – 1999 · 
2000 – 2009 · 
2010 – 2019 ·
2020 − 2029
Algerije ·
Angola ·
Australië ·
Bahrein ·
Botswana ·
Burkina Faso ·
Burundi ·
Centraal-Afrikaanse Republiek ·
China ·
Comoren ·
Congo-Brazzaville ·
Congo-Kinshasa ·
Djibouti ·
Egypte ·
Equatoriaal-Guinea ·
Eritrea ·
Ethiopië ·
Gabon ·
Gambia ·
Ghana ·
Guinee ·
Guinee-Bissau ·
India ·
Indonesië ·
Irak ·
Iran ·
Ivoorkust ·
Jemen ·
Jordanië ·
Kaapverdië ·
Kameroen ·
Koeweit ·
Lesotho ·
Liberia ·
Libië ·
Madagaskar ·
Malawi ·
Maleisië ·
Mali ·
Marokko ·
Mauritanië ·
Mauritius ·
Mozambique ·
Namibië ·
Nieuw-Zeeland ·
Nigeria ·
Oeganda ·
Oman ·
Pakistan ·
Qatar ·
Rusland ·
Rwanda ·
Senegal ·
Seychellen ·
Sierra Leone ·
Soedan ·
Somalië ·
Swaziland ·
Taiwan ·
Tanzania ·
Thailand ·
Togo ·
Trinidad en Tobago ·
Tunesië ·
Verenigde Arabische Emiraten ·
Zambia ·
Zimbabwe ·
Zuid-Afrika ·
Zuid-Korea ·
Zuid-Soedan ·
Zwitserland
MFA · Mauritiaans vrouwenelftal
1947 – 1959 · 
1960 – 1969 · 
1970 – 1979 · 
1980 – 1989 · 
1990 – 1999 · 
2000 – 2009 · 
2010 – 2019 ·
2020 – 2029
Angola ·
Botswana ·
Burundi ·
Comoren ·
Congo-Brazzaville ·
Congo-Kinshasa ·
Djibouti ·
Egypte ·
Equatoriaal-Guinea ·
Ethiopië ·
Fiji ·
Gabon ·
Ghana ·
Guinee ·
Hongkong ·
India ·
Indonesië ·
Ivoorkust ·
Kaapverdië ·
Kameroen ·
Kenia ·
Lesotho ·
Liberia ·
Libië ·
Macau ·
Madagaskar ·
Malawi ·
Malediven ·
Mauritanië ·
Mongolië ·
Mozambique ·
Namibië ·
Nepal ·
Nieuw-Caledonië ·
Oeganda ·
Pakistan ·
Qatar ·
Rwanda ·
Saint Kitts en Nevis ·
Sao Tomé en Principe ·
Senegal ·
Seychellen ·
Singapore ·
Soedan ·
Swaziland ·
Syrië ·
Tanzania ·
Togo ·
Tsjaad ·
Tunesië ·
Zambia ·
Zimbabwe ·
Zuid-Afrika